# Zieglers nordpolsekspedition
Zieglers polarekspedition 1903–1905 var et mislykket forsøg på at nå Nordpolen. De strandede nord for den Nordlige polarcirkel i to år inden de kunne reddes; ikke desto mindre overlevede alle med en enkelt undtagelse. Ekspeditionen, som var finansieret af William Ziegler og ledet af Anthony Fiala, afgik fra Tromsø, Norge den 14. juni 1903, ombord på skibet America. Under den første vinter udlagte ekspeditionen depoter af mad og kul i Teplitz Bay, Rudolfön, den nordligste ø i Franz Josef Land.

## Organisering
Ziegler, som i 1901 havde startet Baldwin-Zieglers nordpolsekspedition, valgte Anthony Fiala, fotograf under den tidligere ekspedition til at lede hans anden polarekspedition. Han påtænkte at anvende ponyheste til transport og siden fodre hundene med hestekød.

## Isolering og redning
I november 1903, da vanskelige vejrforhold ramte ekspeditionen, skadedes skibet, og både proviant og kul ødelagdes. Visse vragdele var tilbage, men de forsvandt efter en storm i januar 1904.
Det følgende forår gjordes flere forsøg på at nå Nordpolen, både fra øst og fra vest, men forholdene var for strenge, og åbent vand førte til vanskeligheder. På grund af mangel på proviant begav ekspeditionen sig sydpå, og nåede til sidst frem til udlagte depoter ved Cape Flora, Cape Dillion og Camp Ziegler.
William Peters, næstkommanderende, ledede arbejdet, hvilket førte til forbedringer af kort og søkort.
Med viden om at redningsfartøjer før eller siden ville nå frem til dem, opretholdt ekspeditionen håbet, og ekspeditionslederne forsøgte at holde humøret oppe hos besætningen.
Et redningshold, som ledtes af William S. Champ på Terra Nova, sejlede direkte mod isområderne og fortsatte, da forholdene forbedredes. Den 24. juli stødte de på tyk is, og kom i tvivl om muligheden for at nå målet. Skibet nåede dog Palmiøen den 28. juli og Cape Dillion dagen efter, og 6 mand fra ekspeditionen blev fundet. Flere besætningsmedlemmer blev fundet ved Cape Flora, og Terra Nova vendte tilbage til Cape Dillion, hvor slæderne organiseredes, og man begyndte at bringe besætningsmedlemmerne hjem igen.